# Revisão contábil
A revisão contábil ou revisão limitada das demonstrações financeiras é um procedimento de auditoria, o qual compreende o exame de documentos, registros e demonstrações contábeis, sob o aspecto técnico e aritmético, a fim de afirmar se, com base nos procedimentos de revisão executados, o auditor tomou conhecimento de algum fato que o leve a crer que as demonstrações financeiras não foram elaboradas de acordo com as práticas contábeis geralmente aceitas.
Pode ser realizada de forma geral ou parcial, dependendo do objetivo visado e da extensão e profundidade do trabalho de auditoria programado.
Quanto a profundidade, é um exame integral, pois abrange todos os registros e demonstrações contábeis, de forma analítica, cuidadosa e profunda.
A revisão geral somente é possível em empresas de pequeno porte ou em itens patrimoniais específicos, devido a quantidade de registros contábeis envolvidos.
A revisão contábil é exigida quando o auditor contábil não se sente seguro quanto a obediência dos registros contábeis aos princípios contábeis e à legislação aplicável.

## Exatidão dos registros contábeis
Durante a revisão contábil, o auditor irá verificar a exatidão dos registros contábeis, confrontando-os com seus documentos comprobatórios, os quais serão por ele avaliados da seguinte forma:
- O simples registro contábil, sem outras comprovações, não constitui meio de comprovação;
- Na ausência de comprovante idôneo, corroboram para a validade dos registros examinados, sua objetividade, sua tempestividade e sua correlação com outros registros contábeis ou extracontábeis;
- Para que um registro seja aceito, sua correlação com outros registros deve ser legítima e relevante, dependendo do seguinte:
  - quando a correlação puder ser verificada em fonte externa (de fora da empresa), é mais confiável do que a verificável em fonte interna à empresa;
  - quando as condições do sistema contábil e de controle interno forem consideradas satisfatórias pelo auditor, os registros e demonstrações têm maior grau de confiança;
  - o conhecimento direto e pessoal do auditor, obtido através de verificações físicas, observações, cálculos e inspeções, apresentam maior confiança do que informações obtidas indiretamente (de terceiros).
- O auditor deve considerar a relação custo-benefício da obtenção da comprovação, porém não pode ele abdicar da comprovação em virtude do custo de sua obtenção caso ele, o auditor, julgue ela, a comprovação, relevante.

## Revisão limitada
Em certos casos, a revisão contábil integral não será praticável ou não será necessária em virtude de seus objetivos. Nestes casos, o auditor poderá proceder a uma revisão limitada, que nada mais é do que um procedimento específico, com normas próprias, devidamente definidas e conceituadas pelas normas de auditoria.
A revisão contábil limitada não constitui o exame de apenas alguns poucos aspectos das demonstrações contábeis, ou de algumas contas, mas sim, o exame do conjunto de demonstrações contábeis de determinado período sem aplicar todos os procedimentos de auditoria que são requeridos na auditoria convencional.

### Procedimentos recomendados para a auditoria limitada
Os procedimentos mais utilizados são entrevistas, questionários e inquirições realizados com a administração e responsáveis pelos diversos setores, com a posterior confirmação das informações recebidas a respeito de pontos-chave com a documentação comprobatória, inspeção visual ou outro procedimento de auditoria.

### Controles internos
O controle interno também é alvo de uma verificação preliminar para que seja formado conceito a respeito de sua eficiência, sem, contudo, aprofundar as averiguações.

### Verificações preliminares
- Verificar a conformidade das demonstrações contábeis com os registros nos livros contábeis;
- Observar os aspectos formais das demonstrações contábeis, tais como denominação das contas e sua organização na demonstração, itens obrigatórios, notas explicativas, etc.;
- Verificar a atualização dos livros fiscais e testar sua regularidade em confronto com os registros contábeis;
- Examinar os livros societários (tratando-se de sociedade anônima), para verificar sua atualização;
- Verificar a existência de conciliações periódicas dos registros auxiliares;
- Indagar e inquirir administradores e outros responsáveis a fim de verificar se as operações realizadas no período tenham sido contabilizadas e também verificar a existência de outros fatos extracontábeis.

### Observações finais sobre revisão limitada
Ao final da revisão contábil limitada, o auditor deve obter carta da administração declarando que esta nada omitiu ao auditor.
Além disso, deve o auditor proceder a elaboração dos papéis de trabalho os quais demonstrarão os procedimentos e conclusões do auditor na revisão limitada.
O auditor também emite relatório da revisão limitada a fim de prestar suas conclusões a que lhe encomendou a auditoria.
Segundo a Instrução Normativa nº 202, de 6 de dezembro de 1993, da CVM, as companhias abertas devem proceder revisão limitada trimestral devendo seguir a metodologia constante no Comunicado Técnico CT-IBRACON nº 2, de 23 de julho de 1990, do Instituto Brasileiro de Auditores Independentes.